# Tennis de table aux Jeux panaméricains
Les compétitions de tennis de table aux Jeux panaméricains sont organisées depuis 1979.

## Épreuves au programme
Il y a sept épreuves, le simple messieurs, le simple dames, les doubles messieurs et dames, les par équipes messieurs et dames et le double mixte.
| Épreuves              | 1979 | 1983 | 1987 | 1991 | 1995 | 1999 | 2003 | 2007 | 2011 | 2015 | 2019 | 2023 |
| --------------------- | ---- | ---- | ---- | ---- | ---- | ---- | ---- | ---- | ---- | ---- | ---- | ---- |
| Simple messieurs      | •    | •    | •    | •    | •    | •    | •    | •    | •    | •    | •    | •    |
| Double messieurs      | •    | •    | •    | •    | •    |      | •    |      |      |      | •    | •    |
| Messieurs par équipes | •    | •    | •    | •    | •    | •    |      | •    | •    | •    | •    | •    |
| Simple dames          | •    | •    | •    | •    | •    | •    | •    | •    | •    | •    | •    | •    |
| Double dames          | •    | •    | •    | •    | •    |      | •    |      |      |      | •    | •    |
| Dames par équipes     | •    | •    | •    | •    | •    | •    |      | •    | •    | •    | •    | •    |
| Double mixte          | •    | •    | •    | •    | •    |      |      |      |      |      | •    | •    |
| Total                 | 7    | 7    | 7    | 7    | 7    | 4    | 4    | 4    | 4    | 4    | 7    | 7    |

## Résultats masculins

### Simple messieurs
| Édition             | Or                | Argent                | Bronze                                  |
| ------------------- | ----------------- | --------------------- | --------------------------------------- |
| Santiago 2023       | Hugo Calderano    | Andy Pereira (en)     | Eugene Wang (en) Marcos Madrid (de)     |
| Lima 2019           | Hugo Calderano    | Jiaji Wu              | Eugene Wang (en) Kanak Jha              |
| Toronto 2015        | Hugo Calderano    | Gustavo Tsuboi        | Thiago Monteiro Eugene Wang (en)        |
| Guadalajara 2011    | Liu Song          | Marcos Madrid (de)    | Lin Ju Alberto Miño (es)                |
| Rio de Janeiro 2007 | Lin Ju            | Liu Song              | Thiago Monteiro                         |
| Saint-Domingue 2003 | Lin Ju            | Thiago Monteiro       | Liu Song Hugo Hoyama (en)               |
| Winnipeg 1999       | David Zhuang (en) | Liu Song              | Francisco Arado (pt) Jorge Gambra (de)  |
| Mar del Plata 1995  | Hugo Hoyama (en)  | Cláudio Kano (de)     | Jim Butler (de) Horatio Pintea (de)     |
| La Havane 1991      | Hugo Hoyama (en)  | Cláudio Kano (de)     | Jim Butler (de) Horatio Pintea (de)     |
| Indianapolis 1987   | Joe Ng (de)       | Sean O'Neill (en)     | Cláudio Kano (de) Carlos Kawai (de)     |
| Caracas 1983        | Brian Masters     | Ricardo Inokuchi (pt) | Mario Álvarez (de) Walter Nathan (en)   |
| San Juan 1979       | Eddie Lo (en)     | Mario Álvarez (de)    | Raymundo Fermín (de) Alex Polisois (en) |

### Double messieurs
| Édition             | Or                                                | Argent                                                             | Bronze                                                                                              |
| ------------------- | ------------------------------------------------- | ------------------------------------------------------------------ | --------------------------------------------------------------------------------------------------- |
| Santiago 2023       | Cuba- Jorge Campos (en) - Andy Pereira (en)       | Brésil- Hugo Calderano - Vitor Ishiy                               | Argentine- Horacio Cifuentes (en) - Gaston Alto (en) Chili- Nicolás Burgos - Gustavo Gómez          |
| Lima 2019           | Brésil- Hugo Calderano - Gustavo Tsuboi           | Argentine- Horacio Cifuentes (en) - Gaston Alto (en)               | Porto Rico- Brian Afanador (en) - Daniel González République dominicaine- Emil Santos - Jiaji Wu    |
| Saint-Domingue 2003 | Brésil- Thiago Monteiro - Hugo Hoyama (en)        | Brésil- Gustavo Tsuboi - Bruno Anjos                               | Argentine- Liu Song - Pablo Tabachnik (en) République dominicaine- Lin Ju - Roberto Brito           |
| Mar del Plata 1995  | Brésil- Hugo Hoyama (en) - Cláudio Kano (de)      | Argentine- Martin Paradela - Pablo Tabachnik (en)                  | Canada- Horatio Pintea (de) - Joe Ng (de) Chili- Juan Papic (en) - Juan Salamanca (en)              |
| La Havane 1991      | Brésil- Hugo Hoyama (en) - Cláudio Kano (de)      | Canada- Horatio Pintea (de) - Joe Ng (de)                          | Brésil- Carlos Kawai (de) - Silney Yuta Cuba- Ernesto González - Rubén Arado (en)                   |
| Indianapolis 1987   | Canada- Horatio Pintea (de) - Joe Ng (de)         | Brésil- Hugo Hoyama (en) - Cláudio Kano (de)                       | République dominicaine- Mario Álvarez (de) - Juan Vila Chili- Jorge Gambra (de) - Marcos Núñez (de) |
| Caracas 1983        | Brésil- Ricardo Inokuchi (pt) - Cláudio Kano (de) | République dominicaine- Raymundo Fermín (de) - Juan Vila           | Chili- Jorge Gambra (de) - Marcos Núñez (de) États-Unis- Brian Masters - Sean O'Neill (en)          |
| San Juan 1979       | Canada- Eddie Lo (en) - Alex Polisois (en)        | République dominicaine- Mario Álvarez (de) - Esteban Ortiz Gonzalo | République dominicaine- Raymundo Fermín (de) - Juan Vila Équateur- Gustavo Ripalda - Gustavo Ulloa  |

### Par équipes messieurs
| Édition             | Or | Argent                                                                          | Bronze |
| ------------------- | --- | ------------------------------------------------------------------------------- | --- |
| Santiago 2023       | Brésil- Hugo Calderano - Eric Jouti - Vitor Ishiy                                                                | Canada- Eugene Wang (en) - Edward Ly - Siméon Martin                            | Argentine- Horacio Cifuentes (en) - Gaston Alto (en) - Santiago Lorenzo États-Unis- Jishan Liang - Nandan Naresh - Siddhartha Naresh       |
| Lima 2019           | États-Unis- Kanak Jha - Nikhil Kumar (en) - Nicholas Tio                                                         | Argentine- Horacio Cifuentes (en) - Gaston Alto (en) - Pablo Tabachnik (en)     | Brésil- Hugo Calderano - Eric Jouti - Gustavo Tsuboi Cuba- Jorge Campos (en) - Liván Martínez - Andy Pereira (en)                          |
| Toronto 2015        | Brésil- Hugo Calderano - Thiago Monteiro - Gustavo Tsuboi                                                        | Paraguay- Marcelo Aguirre (de) - Axel Gavilan - Alejandro Toranzos              | Canada- Eugene Wang (en) - Pierre-Luc Thériault (en) - Marko Medjugorak Porto Rico- Brian Afanador (en) - Héctor Berríos - Daniel González |
| Guadalajara 2011    | Brésil- Hugo Hoyama (en) - Thiago Monteiro - Gustavo Tsuboi                                                      | Argentine- Liu Song - Gaston Alto (en) - Pablo Tabachnik (en)                   | Cuba- Jorge Campos (en) - Pavel Oxamendi - Andy Pereira (en) Mexique- Marcos Madrid (de) - Guillermo Muñoz (en) - Jude Okoh                |
| Rio de Janeiro 2007 | Brésil- Hugo Hoyama (en) - Thiago Monteiro - Gustavo Tsuboi                                                      | Argentine- Liu Song - Gaston Alto (en) - Pablo Tabachnik (en)                   | États-Unis- Mark Hazinski (en) - Eric Owens (en) - Han Xiao Canada- Shen Qiang (en) - Pradeeban Peter-Paul (en) - Pierre-Luc Hinse         |
| Winnipeg 1999       | États-Unis- David Zhuang (en) - Eric Owens (en) - Todd Sweeris (en)                                              | Argentine- Liu Song - Juan Frery - Pablo Tabachnik (en)                         | Brésil- Hugo Hoyama (en) - Thiago Monteiro - Carlos Kawai (de) Canada- Horatio Pintea (de) - Pradeeban Peter-Paul (en) - Xavier Therien    |
| Mar del Plata 1995  | Brésil- Hugo Hoyama (en) - Cláudio Kano (de) - Carlos Kawai (de) - Silnei Yuta                                   | États-Unis- Sean O'Neill (en) - Jim Butler (de) - Derek May - Chi-Sun Chui      | Canada- Horatio Pintea (de) - Joe Ng (de) - Francis Trudel - D. Su                                                                         |
| La Havane 1991      | Brésil- Hugo Hoyama (en) - Cláudio Kano (de) - Carlos Kawai (de) - Silnei Yuta                                   | États-Unis- Sean O'Neill (en) - Jim Butler (de) - Dhirem Narotam - Chi-Sun Chui | Canada- Horatio Pintea (de) - Joe Ng (de) - Francis Trudel - Come-Vincent Bernier                                                          |
| Indianapolis 1987   | Brésil- Hugo Hoyama (en) - Cláudio Kano (de) - Carlos Kawai (de)                                                 | États-Unis- Sean O'Neill (en) - Jim Butler (de) - Khoa Nguyen (en) - Quang Bui  | Canada- Horatio Pintea (de) - Joe Ng (de) - Cristopher Chu                                                                                 |
| Caracas 1983        | Brésil- Ricardo Inokuchi (pt) - Cláudio Kano (de) - Acassio da Cunha - Aristides Nascimento - Maurício Kobayashi | Canada- Horatio Pintea (de) - Joe Ng (de) - Bao Nguyen - Alain Bourbonnais      | République dominicaine- Raymundo Fermín (de) - Mario Álvarez (de) - Esteban Ortiz Gonzalo - Juan Vila Jamaïque                             |
| San Juan 1979       | République dominicaine- Raymundo Fermín (de) - Mario Álvarez (de) - Esteban Ortiz Gonzalo - Juan Vila            | États-Unis- Quang Dang Bui - David Sakai - Dean Doyle - Todd Petersen           | Canada- Eddie Lo (en) - Alex Polisois (en)                                                                                                 |

## Résultats féminins

### Simple dames
| Édition             | Or                    | Argent                | Bronze                                |
| ------------------- | --------------------- | --------------------- | ------------------------------------- |
| Santiago 2023       | Adriana Díaz          | Bruna Takahashi       | Lily Zhang Zhang Mo (en)              |
| Lima 2019           | Adriana Díaz          | Jennifer Wu (en)      | Melanie Díaz (en) Bruna Takahashi     |
| Toronto 2015        | Jennifer Wu (en)      | Gui Lin (en)          | Lily Zhang Caroline Kumahara (pt)     |
| Guadalajara 2011    | Zhang Mo (en)         | Wu Xue (de)           | Lily Zhang Ariel Hsing                |
| Rio de Janeiro 2007 | Gao Jun (en)          | Wu Xue (de)           | Judy Long (en) Wang Chen (de)         |
| Saint-Domingue 2003 | Gao Jun (en)          | Wu Xue (de)           | Tawny Banh (en) Berta Rodríguez (es)  |
| Winnipeg 1999       | Gao Jun (en)          | Geng Lijuan (de)      | Petra Cada (en) Amy Feng (en)         |
| Mar del Plata 1995  | Geng Lijuan (de)      | Lily Yip (en)         | Barbara Chiu (en) Diana Gee (de)      |
| La Havane 1991      | Insook Bhushan (en)   | Lily Yip (en)         | Jacqueline Díaz (de) Madeleine Armas  |
| Indianapolis 1987   | Insook Bhushan (en)   | Mariann Domonkos (de) | Mónica Liyau (de) Carmen Miranda Yera |
| Caracas 1983        | Insook Bhushan (en)   | Madeleine Armas       | Elizabeth Popper (de) Marta Báez      |
| San Juan 1979       | Mariann Domonkos (de) | Liu Fan Yeen          | Diana Guillen Judy Bochenski          |

### Double dames
| Édition             | Or                                               | Argent                                           | Bronze                                                                                             |
| ------------------- | ------------------------------------------------ | ------------------------------------------------ | -------------------------------------------------------------------------------------------------- |
| Santiago 2023       | États-Unis- Rachel Sung - Amy Wang               | Brésil- Bruna Takahashi - Giulia Takahashi       | Porto Rico- Adriana Díaz - Melanie Díaz (en) Chili- Paulina Vega - Daniela Ortega                  |
| Lima 2019           | Porto Rico- Adriana Díaz - Melanie Díaz (en)     | États-Unis- Lily Zhang - Jennifer Wu (en)        | Canada- Zhang Mo (en) - Alicia Côté Brésil- Bruna Takahashi - Jéssica Yamada (en)                  |
| Saint-Domingue 2003 | États-Unis- Gao Jun (en) - Jasna Fazlić          | États-Unis- Lily Yip (en) - Tawny Banh (en)      | République dominicaine- Wu Xue (de) - Olga Vila Venezuela- Fabiola Ramos (en) - Luisana Pérez (en) |
| Mar del Plata 1995  | Canada- Barbara Chiu (en) - Geng Lijuan (de)     | Chili- Jacqueline Díaz (de) - Sofija Tepes (en)  | États-Unis- Tawny Banh (en) - Wei Wang (en) Chili- Berta Rodríguez (es) - Ursula Macaya            |
| La Havane 1991      | États-Unis- Lily Yip (en) - Li Ai                | États-Unis- Diana Gee (de) - Insook Bhushan (en) | Canada- Julie Barton - Caroline Sylvestre Cuba- Yolanda Rodríguez (en) - Madeleine Armas           |
| Indianapolis 1987   | Cuba- Marisel Ramírez (es) - Carmen Miranda Yera | Canada- Mariann Domonkos (de) - Thanh Mach       | Cuba- Madeleine Armas - Marta Báez Équateur- Patricia Cabrera - Betty Guamancera                   |
| Caracas 1983        | États-Unis- Diana Gee (de) - Insook Bhushan (en) | Cuba- Madeleine Armas - Marta Báez               | Canada- Mariann Domonkos (de) - Thanh Mach Venezuela- Elizabeth Popper (de) - Nieves Arevalo       |
| San Juan 1979       | Canada- Mariann Domonkos (de) - Biurte Plucas    | États-Unis- Judy Bochenski - Connie Sweeris      | Colombie- Ana Uribe - Isabel Bastida Porto Rico- Paquita Roman - Ailed Gonzalez                    |

### Par équipes dames
| Édition             | Or                                                                              | Argent                                                                                      | Bronze |
| ------------------- | ------------------------------------------------------------------------------- | ------------------------------------------------------------------------------------------- | --- |
| Santiago 2023       | États-Unis- Lily Zhang - Rachel Sung - Amy Wang                                 | Porto Rico- Adriana Díaz - Melanie Díaz (en) - Brianna Burgos                               | Brésil- Bruna Takahashi - Giulia Takahashi - Bruna Costa Chili- Paulina Vega - Daniela Ortega - Zhiying Zeng                          |
| Lima 2019           | Porto Rico- Adriana Díaz - Melanie Díaz (en) - Daniely Ríos (en)                | Brésil- Bruna Takahashi - Caroline Kumahara (pt) - Jéssica Yamada (en)                      | Canada- Zhang Mo (en) - Alicia Côté - Ivy Liao États-Unis- Lily Zhang - Jennifer Wu (en) - Amy Wang                                   |
| Toronto 2015        | États-Unis- Lily Zhang - Jennifer Wu (en) - Zheng Jiaqi (en)                    | Brésil- Gui Lin (en) - Caroline Kumahara (pt) - Lígia Silva (pt)                            | Canada- Zhang Mo (en) - Alicia Côté - Anqi Luo (en) Porto Rico- Adriana Díaz - Melanie Díaz (en) - Carelyn Cordero (en)               |
| Guadalajara 2011    | République dominicaine- Wu Xue (de) - Johenny Valdez (en) - Eva Brito           | Venezuela- Fabiola Ramos (en) - Luisana Pérez (en) - Ruaida Ezzeddine                       | États-Unis- Lily Zhang - Ariel Hsing - Erica Wu (en) Colombie- Luisa Zuluaga - Paula Medina (en) - Johana Araque                      |
| Rio de Janeiro 2007 | États-Unis- Gao Jun (en) - Tawny Banh (en) - Wang Chen (de)                     | Canada- Zhang Mo (en) - Judy Long (en) - Chris Xu (de)                                      | Cuba- Glendys Gonzalez - Dayana Ferrer - Anisleyvis Bereau République dominicaine- Wu Xue (de) - Johenny Valdez (en) - Lian Qian (de) |
| Winnipeg 1999       | États-Unis- Gao Jun (en) - Tawny Banh (en) - Amy Feng (en)                      | Canada- Geng Lijuan (de) - Petra Cada (en) - Chris Xu (de)                                  | Brésil- Lígia Silva (pt) - Eugênia Ferreira - Lyanne Kosaka (en) Chili- Berta Rodríguez (es) - Sofija Tepes (en) - Silvia Morel (en)  |
| Mar del Plata 1995  | Canada- Geng Lijuan (de) - Petra Cada (en) - Chris Xu (de) - Barbara Chiu (en)  | États-Unis- Wei Wang (en) - Tawny Banh (en) - Lily Yip (en) - Diana Gee (de)                | Cuba- Yolanda Rodríguez (en) - Madeleine Armas - Marisel Ramírez (es) - Yolaisdis García                                              |
| La Havane 1991      | États-Unis- Insook Bhushan (en) - Li Ai - Lily Yip (en) - Diana Gee (de)        | Cuba- Yolanda Rodríguez (en) - Madeleine Armas - Marisel Ramírez (es) - Leticia Suárez (en) | Brésil- Mônica Dotti - Carla Tibério - Lyanne Kosaka (en) - Marta Massuda                                                             |
| Indianapolis 1987   | États-Unis- Insook Bhushan (en) - Takako Tren Holme - Lisa Gee - Diana Gee (de) | Cuba- Marta Báez - Madeleine Armas - Marisel Ramírez (es) - Carmem Miranda Yera             | Canada- Mariann Domonkos (de) - Thanh Mach - Helene Bedard                                                                            |
| Caracas 1983        | États-Unis- Insook Bhushan (en) - Diana Gee (de)                                | Cuba- Marta Báez - Madeleine Armas - Carmem Miranda Yera                                    | Canada- Mariann Domonkos (de) - Thanh Mach - Gloria Hsu République dominicaine- Blanca Alejo (de) - Brigida Perez                     |
| San Juan 1979       | Canada- Mariann Domonkos (de) - Biurte Plucas                                   | États-Unis- Liu Fan Yeen - Judy Bochenski - Connie Sweeris                                  | Trinité-et-Tobago- Nadira Abdool - Tara Hansrajsingh                                                                                  |

## Double mixte
| Édition            | Or                                                  | Argent                                              | Bronze                                                                                              |
| ------------------ | --------------------------------------------------- | --------------------------------------------------- | --------------------------------------------------------------------------------------------------- |
| Santiago 2023      | Cuba- Jorge Campos (en) - Daniela Fonseca           | Brésil- Vitor Ishiy - Bruna Takahashi               | Canada- Eugene Wang (en) - Zhang Mo (en) Chili- Nicolas Burgos - Paulina Vega                       |
| Lima 2019          | Canada- Eugene Wang (en) - Zhang Mo (en)            | Brésil- Gustavo Tsuboi - Bruna Takahashi            | États-Unis- Kanak Jha - Jennifer Wu (en) Porto Rico- Brian Afanador (en) - Adriana Díaz             |
| Mar del Plata 1995 | Canada- Horatio Pintea (de) - Geng Lijuan (de)      | Cuba- Francisco Arado (pt) - Madeleine Armas        | Brésil- Hugo Hoyama (en) - Lívia Kosaka Canada- Joe Ng (de) - Barbara Chiu (en)                     |
| La Havane 1991     | États-Unis- Sean O'Neill (en) - Diana Gee (de)      | Venezuela- Nestor Pérez - Elizabeth Popper (de)     | Chili- Juan Papic (en) - Sofija Tepes (en) Pérou- Walter Nathan (en) - Magaly Montes (en)           |
| Indianapolis 1987  | États-Unis- Khoa Nguyen (en) - Insook Bhushan (en)  | États-Unis- Sean O'Neill (en) - Diana Gee (de)      | Venezuela- Francisco López (de) - Elizabeth Popper (de) Canada- Joe Ng (de) - Mariann Domonkos (de) |
| Caracas 1983       | États-Unis- Sean O'Neill (en) - Insook Bhushan (en) | Canada- Horatio Pintea (de) - Mariann Domonkos (de) | Venezuela- Francisco López (de) - Elizabeth Popper (de) Brésil- Cláudio Kano (de) - Sandra Noda     |
| San Juan 1979      | Canada- Alex Polisois (en) - Mariann Domonkos (de)  | Mexique- Sergio Sanchez - Diana Guillen             | Canada- Eddie Lo (en) - Biurte Plucas États-Unis- Bui Quang Dang - Liu Fan Yeen                     |

## Tableau des médailles
| Rang  | Nation                 | Or | Argent | Bronze | Total |
| ----- | ---------------------- | -- | ------ | ------ | ----- |
| 1     | États-Unis             | 25 | 16     | 19     | 60    |
| 2     | Brésil                 | 18 | 15     | 16     | 49    |
| 3     | Canada                 | 14 | 9      | 29     | 52    |
| 4     | République dominicaine | 4  | 7      | 11     | 22    |
| 5     | Porto Rico             | 4  | 1      | 7      | 12    |
| 6     | Cuba                   | 3  | 7      | 11     | 21    |
| 7     | Argentine              | 1  | 8      | 4      | 13    |
| 8     | Venezuela              | 0  | 2      | 5      | 7     |
| 9     | Mexique                | 0  | 2      | 3      | 5     |
| 10    | Chili                  | 0  | 1      | 13     | 14    |
| 11    | Paraguay               | 0  | 1      | 0      | 1     |
| 12    | Équateur               | 0  | 0      | 3      | 3     |
| 12    | Pérou                  | 0  | 0      | 3      | 3     |
| 14    | Colombie               | 0  | 0      | 2      | 2     |
| 15    | Trinité-et-Tobago      | 0  | 0      | 1      | 1     |
| 15    | Jamaïque               | 0  | 0      | 1      | 1     |
| Total | Total                  | 69 | 69     | 128    | 266   |